# Арсінотерій

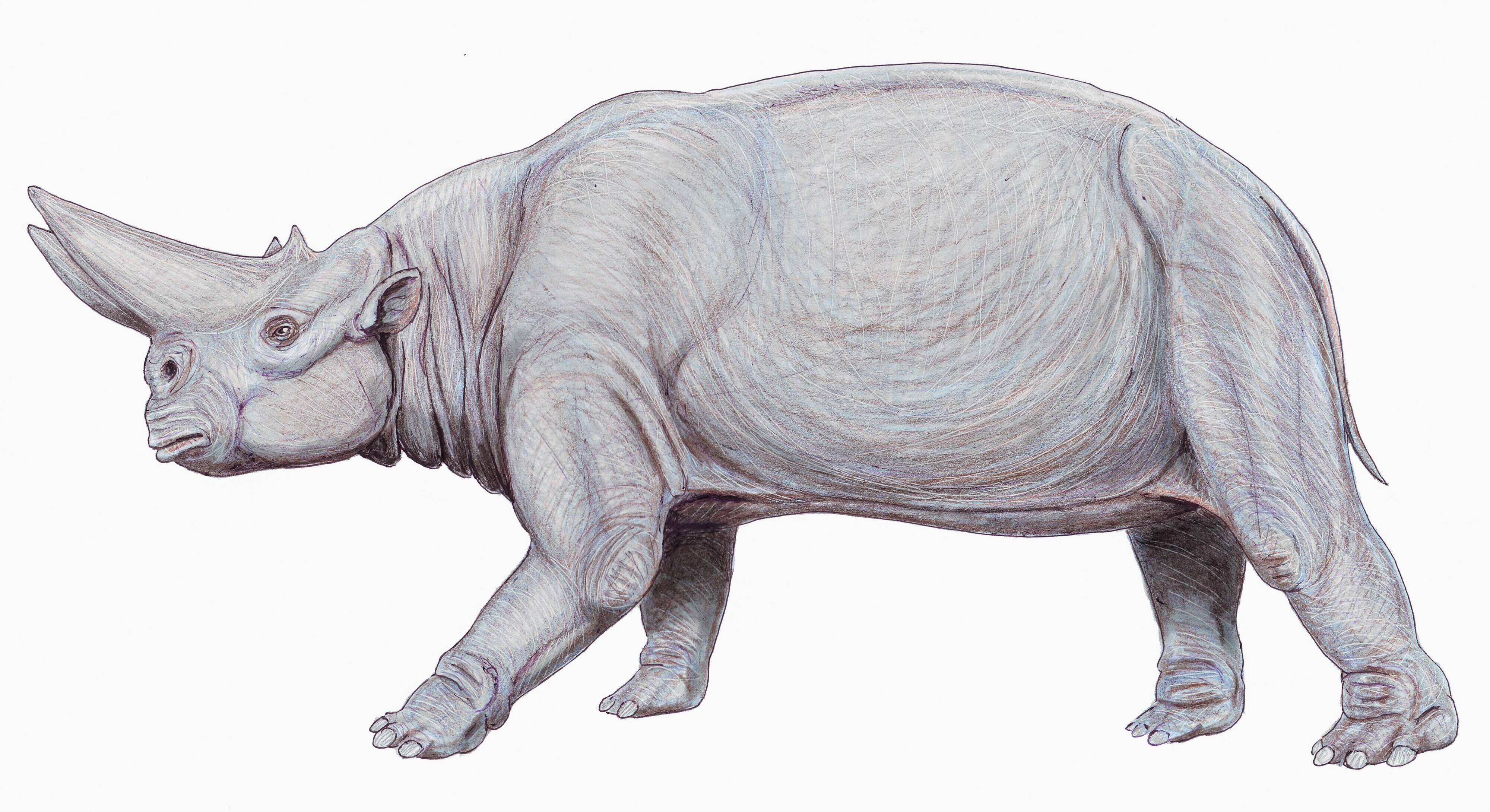
Реконструкція арсинотерія

Арсінотерій (лат. Arsinoitherium, Звір Арсіної) — вимерлі копитні ссавці пізнього еоцену — раннього олігоцену, жили на території сучасної Північної Африки та на частині Аравійського півострова. Відомо 3 види.

## Походження назви
Був названий на честь цариці та співволодарки Македонії й Фракії із династії Птолемеїв Арсіної II, палац якої находився неподалік першого місця знахідки арсінотерія.

## Зовнішній вигляд і будова
За зовнішнім виглядом нагадував носорога, але за будовою скелета і кінцівок він ближче до слона. На передніх і задніх лапах у нього були всі п'ять пальців. Пара великих кістяних рогів розташовані паралельно один одному. В основі кожного рогу позаду був малий виріст лобової кістки, скоріш за все роги були покриті роговим чохлом із кератину, як у сучасних корів. Існує думка що ці роги не були призначені для битви; оскільки всередині рогу була пуста трубка, є здогадки що вони використовувались для утворення гучних звуків, щоб за допомогою них приваблювати самиць. Інші вчені стверджують що роги були міцні та призначені для битви з іншими самцями, оскільки при ударі навантаження були не на роги, а на лоб.
Зріст арсінотерія був приблизно 1,75 метра у висоту, досягав він до 3,4 метра у довжину, маса 2,5 тонни.
У арсінотеріїв відсутні бивні або подовженні ікла. Різці були відносно малими, корінні зуби висококоронкові. Довгі кінцівки вказують на те що тварина легко переміщувалась на велику відстань. Великі лапи з п'ятьма пальцями тримали масивне тіло, не виключно що більшу частину часу тварина проводила в водному середовищі, про це свідчили скривлені, напівзігнуті лапи.

## Середовище життя
Арсинотерії були рослиноїдними тваринами, жили біля густих лісів впадини Фаюм в Єгипті
Значну частину часу тварина проводила у воді, а по суші переміщались відносно повільно. Були ближче до болотистих берегів річок та озер, де була різна рослинність якою тварина і харчувалась.

## Вимирання
Ймовірніше за все до вимирання цих тварин призвели кліматичні зміни та конкуренція з іншими тваринами. Разом зі зникненням арсінотеріїв закінчується еволюційна історія ряду ембрітопод.

## Види
- Arsinoitherium zitteli
- Arsinoitherium giganteum
- Arsinoitherium andrewsii